# 한국 표준시
한국 표준시(韓國標準時, 영어: KST, Korea Standard Time)는 대한민국과 북한의 표준시로, 동경 135도를 기준으로 하여 UTC보다 9시간 빠른 표준시(UTC+09:00)이다. 일광 절약 시간제는 사용하지 않고 있다.
한반도에서의 첫 표준시는 경부선과 경의선이 완전 개통된 1908년 4월 1일에 한반도를 관통하는 동경 127도 30분을 기준으로 하여 UTC+08:30로 정해졌는데, 1911년 말까지 시행되었다. 1912년 1월 1일에 일제강점기의 조선총독부는 동경 135도 기준인 일본 표준시(UTC+09:00)와 동일하게 표준시를 변경하였고, 현재까지 대한민국과 조선민주주의인민공화국에서는 UTC+09:00를 표준시로 사용하고 있다. 다만, 대한민국에서는 1954년 3월 21일부터 1961년 8월 9일까지, 조선민주주의인민공화국에서는 2015년 8월 15일부터 2018년 5월 4일까지 UTC+08:30을 표준시로 사용한 적이 있다.

## 역사
- 1434년 (세종 16년) 음력 10월 2일: 세종대왕이 해시계(앙부일구)를 만들어 서울 혜정교(현 광화문우체국 북쪽)와 종묘 앞에 설치.
  - 근대적인 개념의 표준시가 없었던 시대. 서울의 경도는 동경 127도이므로, 한성(현 서울)의 시각은 오늘날의 UTC+08:28.
- 1908년 4월 1일: 경부선과 경의선의 완전 개통을 계기로 한반도를 관통하는 동경 127도 30분을 기준으로 한 UTC+08:30을 한국 표준시로 첫 시행.[4][5][6][7]
- 1912년 1월 1일: 일본 제국의 조선총독부가 동경 135도를 기준으로 하는 일본 표준시(UTC+09:00)와 동일하게 한반도의 표준시를 변경.[8][9]
- 1954년 3월 21일: 대한민국의 이승만 정부가 한국 전쟁 정전 후 첫 춘분(春分)에 표준시를 UTC+08:30으로 변경.[10]
- 1961년 8월 10일: 대한민국의 박정희 군사정부가 5·16 군사 정변 3개월 후에 표준시를 UTC+09:00로 재변경[11][12]
- 2015년 8월 15일: UTC+09:00을 표준시로 사용하던 조선민주주의인민공화국이 표준시를 UTC+08:30으로 변경
- 2018년 5월 5일: 조선민주주의인민공화국이 표준시를 UTC+09:00으로 재변경

## 대한민국에서의 논란
- 2000년 8월: 조순형 의원 등 여야 의원 20여 명이 한국인의 생활 리듬에 맞는 표준시(동경 127도 30분 기준)로 변경해야 한다는 법안을 발의하였다. 이에 대해 대한민국 정부는 다음과 같은 이유로 해당 법안을 반대하였다.[13]
  - 대부분의 국가가 국제 표준시(UTC)에서 1시간 단위의 시차를 둔다. 동서로 동경 124도부터 동경 132도까지 사이에 위치한 대한민국은 동경 135도 기준의 표준시(UTC+09:00)와 동경 120도 기준의 표준시(UTC+08:00) 중에서 동경 135도를 기준으로 하는 표준시(UTC+09:00)를 채택하는 것이 국민들의 시간 활용과 에너지 절약에 효율적이다.
  - 조선민주주의인민공화국도 동경 135도를 쓰고 있으므로 통일 이후에나 변경을 고려하여야 한다.[14]
- 2008년 7월: 한나라당 박대해 의원 등이 한국 표준시를 동경 127도 30분 기준으로 변경하는 내용의 '표준시에 관한 법률' 개정안을 발의하였다.[15]
- 2013년 11월 21일: 새누리당 조명철 의원 등이 한국 표준시를 동경 127도 30분 기준으로 변경하는 내용의 '표준시에 관한 법률' 개정안을 발의하였다.[16]

## 서머 타임 실시 역사
대한민국은 1948년~1951년, 1955년~1960년, 1987년, 1988년에 표준시를 한 시간 앞당기는 일광 절약 시간제를 실시하기도 하였다. 1987년과 1988년의 일광 절약 시간제는 서울 올림픽 TV중계를 위해 실시한 제도로, 국민들의 생활 리듬을 깨고 혼란만 야기시킨다는 비난 여론이 빗발쳐 올림픽이 끝난 후에는 시행되지 않았다.
반면, 조선민주주의인민공화국에서는 일광 절약 시간제가 시행된 적이 없다.

### 대한민국의 일광 절약 시간제 실시 시기
- 1948. 06. 01. 00:00 ~ 1948. 09. 13. 00:00
- 1949. 04. 03. 00:00 ~ 1949. 09. 11. 00:00
- 1950. 04. 01. 00:00 ~ 1950. 09. 10. 00:00
- 1951. 05. 06. 00:00 ~ 1951. 09. 09. 00:00
- 1955. 05. 05. 00:00 ~ 1955. 09. 09. 00:00
- 1956. 05. 20. 00:00 ~ 1956. 09. 30. 00:00
- 1957. 05. 05. 00:00 ~ 1957. 09. 22. 00:00
- 1958. 05. 04. 00:00 ~ 1958. 09. 21. 00:00
- 1959. 05. 03. 00:00 ~ 1959. 09. 20. 00:00
- 1960. 05. 01. 00:00 ~ 1960. 09. 18. 00:00
- 1987. 05. 10. 02:00 ~ 1987. 10. 11. 03:00
- 1988. 05. 08. 02:00 ~ 1988. 10. 09. 03:00

## 협정 세계시와의 환산
| 협정 세계시(UTC) | 한국 표준시(KST) |
| ---------------- | ---------------- |
| 00:00            | 09:00            |
| 01:00            | 10:00            |
| 02:00            | 11:00            |
| 03:00            | 12:00            |
| 04:00            | 13:00            |
| 05:00            | 14:00            |
| 06:00            | 15:00            |
| 07:00            | 16:00            |
| 08:00            | 17:00            |
| 09:00            | 18:00            |
| 10:00            | 19:00            |
| 11:00            | 20:00            |
| 12:00            | 21:00            |
| 13:00            | 22:00            |
| 14:00            | 23:00            |
| 15:00            | (다음 날) 00:00  |
| 16:00            | (다음 날) 01:00  |
| 17:00            | (다음 날) 02:00  |
| 18:00            | (다음 날) 03:00  |
| 19:00            | (다음 날) 04:00  |
| 20:00            | (다음 날) 05:00  |
| 21:00            | (다음 날) 06:00  |
| 22:00            | (다음 날) 07:00  |
| 23:00            | (다음 날) 08:00  |

## 같이 보기
- 시간대
- 협정 세계시(UTC)
- 그리니치 평균시(GMT)
- 한국표준과학연구원
- UTC+09:00
  - 일본 표준시
- UTC+08:30
  - 평양시간